# Alva Colquhoun
Alva Merlin Colquhoun (ur. 28 lutego 1942 w Brisbane) – australijska pływaczka. Srebrna medalistka olimpijska z Rzymu.
Zawody w 1960 były jej jedynymi igrzyskami olimpijskimi. Medal zdobyła w sztafecie 4 × 100 metrów stylem dowolnym. Australijską sztafetę tworzyły również Dawn Fraser, Ilsa Konrads i Lorraine Crapp. Zdobyła trzy medale Igrzysk Imperium Brytyjskiego i Wspólnoty Brytyjskiej w 1958. Indywidualnie była trzecia na 110 jardów stylem dowolnym oraz zwyciężyła w sztafecie w stylu dowolnym. 